# Jungfraujoch

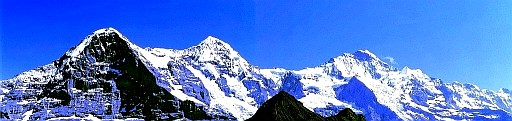
Eiger - Mönch - Jungfrau

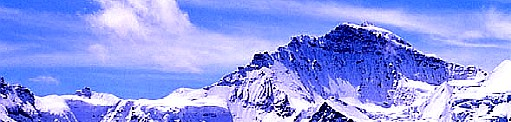
Sphinx (malý vrcholek vlevo v sedle) - Jungfraujoch (sedlo) - Jungfrau (hora)

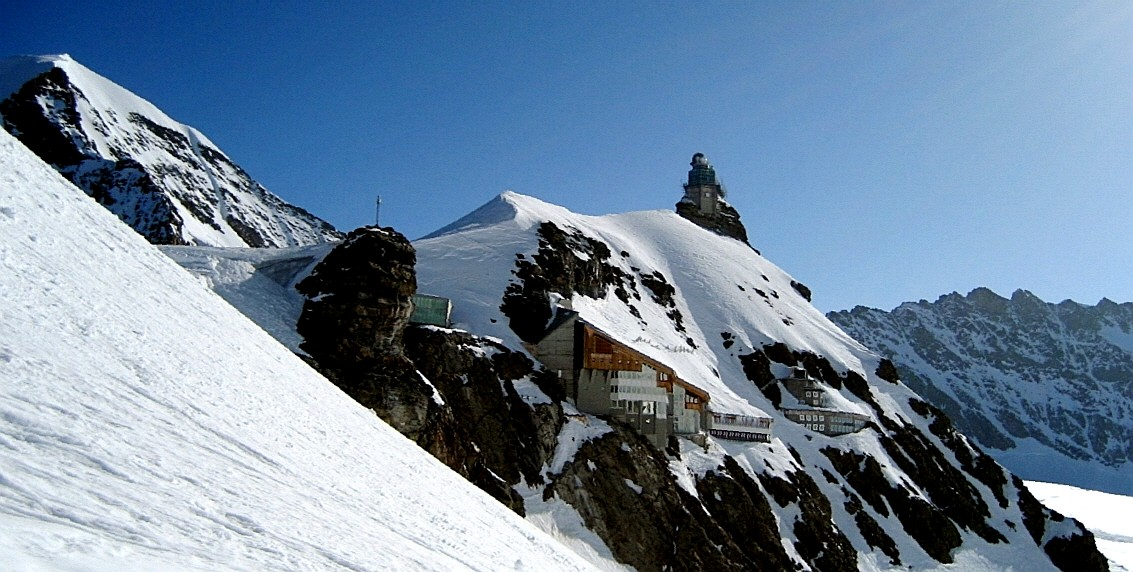
Top photo from Top of Europe

Jungfraujoch je sedlo mezi horami Mönch a Jungfrau v Bernských Alpách na rozmezí mezi kantony Bern a Valais.
Jungfraujoch je nejnižší místo horského hřebene mezi horami Mönch (4.107 m n. m.) a Jungfrau (4.158 m n. m.) ve výši 3.471 m n. m. V tomto místě také začíná splaz největšího alpského ledovce Aletschgletscher.
V sedle se zvedá štít menší hory Sphinx na jejímž vrcholu je umístěna stejnojmenná vědecká observatoř Sphinx.
Celá oblast okolo hory Jungfrau a ledovce Atetsch je zapsána na seznam světového kulturního dědictví UNESCO pod názvem „Švýcarské Alpy Jungfrau-Aletsch“.

## Počasí

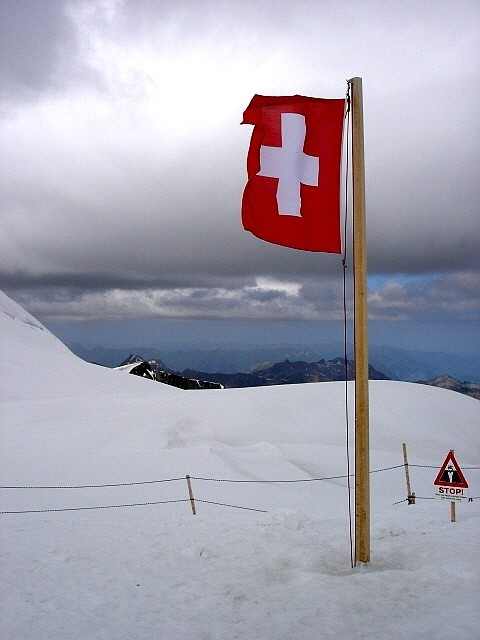
Na ledovci

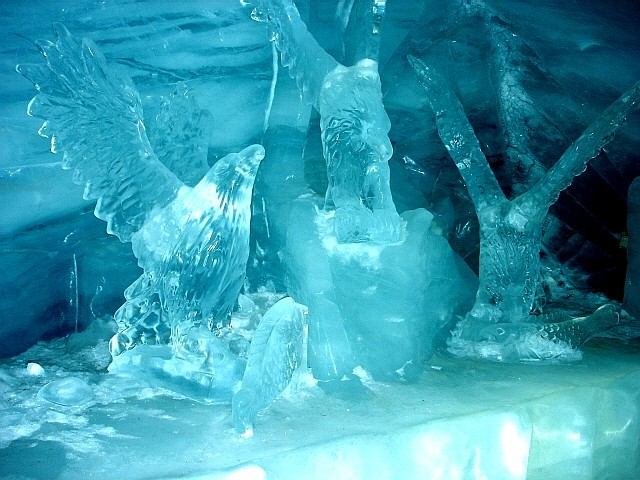
Ledovcová expozice

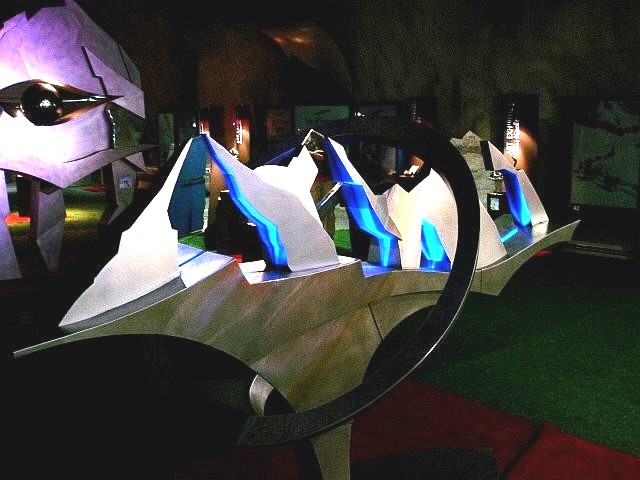
Expozice v Sprinx Hall

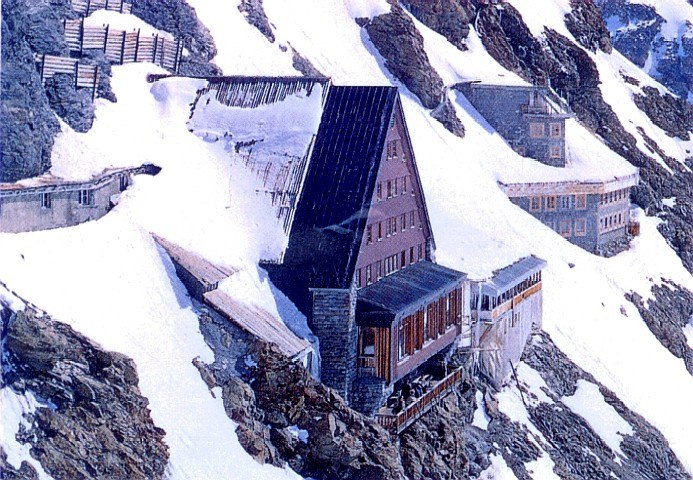
"House above the Clouds" 1924
zničen požárem r. 1972

| Jungfraujoch – podnebí      | Jungfraujoch – podnebí | Jungfraujoch – podnebí | Jungfraujoch – podnebí | Jungfraujoch – podnebí | Jungfraujoch – podnebí | Jungfraujoch – podnebí | Jungfraujoch – podnebí | Jungfraujoch – podnebí | Jungfraujoch – podnebí | Jungfraujoch – podnebí | Jungfraujoch – podnebí | Jungfraujoch – podnebí | Jungfraujoch – podnebí |
| Období                      | leden                  | únor                   | březen                 | duben                  | květen                 | červen                 | červenec               | srpen                  | září                   | říjen                  | listopad               | prosinec               | rok                    |
| --------------------------- | ---------------------- | ---------------------- | ---------------------- | ---------------------- | ---------------------- | ---------------------- | ---------------------- | ---------------------- | ---------------------- | ---------------------- | ---------------------- | ---------------------- | ---------------------- |
| Průměrné denní maximum [°C] | −10,3                  | −10,7                  | −9,8                   | −7,8                   | −3,7                   | −0,8                   | 1,7                    | 1,6                    | 0,2                    | −2,5                   | −7,2                   | −9,2                   | −4,9                   |
| Průměrné denní minimum [°C] | −16,6                  | −16,8                  | −15,7                  | −13,4                  | −9                     | −5,9                   | −3,4                   | −3,3                   | −5,1                   | −7,6                   | −12,8                  | −15,3                  | −10,4                  |
| Zdroj: MeteoSchweiz         |                        |                        |                        |                        |                        |                        |                        |                        |                        |                        |                        |                        |                        |

## Sphinx
Přibližně 600 metrů východně od sedla (blíže k vrcholu Mönch) se zdvihá menší skalní vrchol, vysoký 3.571 m n. m. Na jejím vrcholu je umístěna stejnojmenná observatoř Sphinx a vyhlídková terasa, obojí jsou dostupné vnitřním rychlovýtahem ze zastávky Jungfraujoch. Observatoř je domovem instituce Global Atmosphere Watch (GAW).

## Turistika

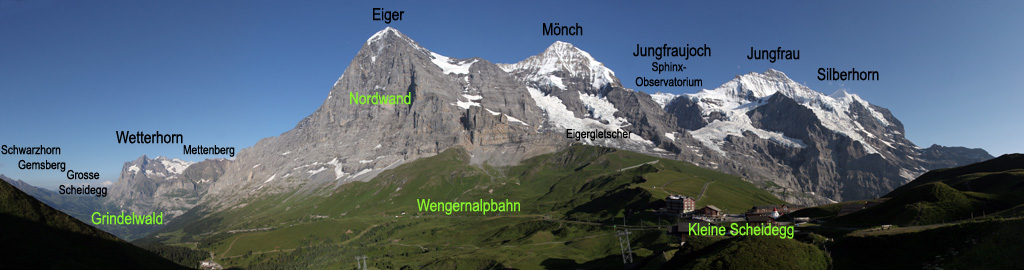
Panoramatický snímek Bernských Alp - vrcholy Eiger, Mönch a Jungfrau

### Dostupnost
Jako většina alpských vrcholů, jsou i tyto vrcholy Eiger, Mönch a Jungfrau cílem horolezeckých výprav. Pro běžné turisty je sedlo dostupné železniční tratí z níže položeného sedla Kleine Scheidegg, po ozubnicové trati Jungfraubahn. Při výpravě do sedla je nutno brát v úvahu to, že se jedná o výstup do výše 3.500 m n. m., to značí dvě věci: teplotní rozdíl a změnu tlaku vzduchu (cca 60% normálního tlaku).

### Top of Europe
"Nejvyšší v Evropě" není sedlo Jungfraujoch, ale stejnojmenná železniční stanice, s pravidelnou dopravou, tesaná do skály pod Sphinx. Nadmořská výška stanice 3.454 m n. m. dala vzniknout právě tomuto přívlastku.

### Vyhlídky a prohlídky
Vnitřní vyhlídky - jsou temperovány na ~20 °C, což umožňuje příjemný pohled na okolní hory a ledovec přes prosklené plochy.
Výstup na ledovec - (západním směrem) pro ty, kteří se chtějí potěšit volným prostorem a mrazivým vzduchem i v letních měsících.
Ledovcový sál - je tesaný pod ledovcovou vyhlídkou, v sále (galerii) jsou umístěny sochy a plastiky modelované z ledu.
Výstup pod Mönch - (východním směrem) na ledovec, Ski a Snowboard park.
Sphinx Hall - hala u výtahu na observatoř Sphninx, prodejní expozice moderního umění.
Terasa Sphinx - dostupná rychlovýtahem, pro ty, kteří si chtějí užít pravých 3 571 m n. m. a pohlédnout na Alpy téměř z ptačí perspektivy.

### Občerstvení a suvenýry
K občerstvení je možno využít bufet na vnitřní vyhlídkové terase nebo restauraci s výhledem, ceny jsou bez vysokohorské přirážky. V prostorách vnitřní vyhlídky je mnoho prodejních míst se suvenýry a upomínkovými předměty. Za pozornost stojí možnost odeslat pohled s poštovním razítkem "Jungfraujoch 3.454 m n. m.".

### Ostatní
Veškeré výtahy, expozice, vyhlídky a sociální zázemí jsou na Jungfraujoch zdarma (zahrnuto v jízdném). Vzhledem k nadmořské výšce je k dispozici i nepřetržitá zdravotní služba (ale již placená podle případu).

## Historie a události
Turistická a vědecká historie Jungfraujoch se nepřímo začala psát v roce 1839, kdy se narodil Adolf Guyer-Zeller, pozdější stavitel železnice Jungfraubahn.
| 1.  | 05. | 1839 | ... | narození Adolfa Guyera (zakladatel železnice)                                                             |
| 27. | 7.  | 1896 |     | 1. odstřel na stavbě ozubnicové dráhy na Jungfraujoch                                                     |
| 1.  | 8.  | 1912 |     | zahájení provozu Kleine Scheidegg - Jungfraujoch                                                          |
| 21. | 12. | 1912 |     | proražení tunelu JB na Jungfraujoch                                                                       |
| 14. | 9.  | 1924 |     | otevření Haus über den Wolken - "Dům nad mraky"                                                           |
|     |     | 1931 |     | zahájení činnosti výzkumné stanice Jungfraujoch                                                           |
|     |     | 1937 |     | Otevření observatoře Sphinx                                                                               |
|     |     | 1950 |     | konstrukce kopule na observatoři Sphinx Jungfraujoch                                                      |
|     |     | 1955 |     | PTT uvádí do provozu reléovou stanici na hřebenu Jungfrau                                                 |
|     |     | 1967 |     | rozšíření kopule na budově Sphinx Jungfraujoch                                                            |
| 21. | 10. | 1972 |     | požár objektu Berghaus a Haus über den Wolken/House above the Clouds (Dům nad mraky) na Jungfraujoch      |
|     |     | 1975 |     | otevření nového turistického hotelu Jungfraujoch na původním místě                                        |
| 24. | 08. | 1983 |     | zahájení stavby nového Berghaus na Jungfraujoch                                                           |
| 1.  | 8.  | 1987 |     | otevření nového Berghaus na Jungfraujoch                                                                  |
|     |     | 1991 |     | otevření nového veřejného prostranství na Jungfraujoch                                                    |
| 1.  | 7.  | 1996 |     | otevření kryté vyhlídkové terasy Sphinx                                                                   |
| 28. | 12. | 1997 |     | na jaře v roce 1997 navštívilo Jungfraujoch přibližně půl milionu návštěvníků                             |
| 1.  | 6.  | 2000 |     | "akce 100 roků Raiffeisen", absolutní rekord, 8.148 návštěvníků za den                                    |
| 13. | 12. | 2001 |     | oblast Jungfrau-Aletsch-Bietschhorn je zapsána na seznam světového dědictví UNESCO                        |
| 19. | 4.  | 2002 |     | na Jungfraujoch - Top of Europe je otevřen ledovcový sál a výstup na ledovcovou plošinu                   |
| 5.  | 4.  | 2002 |     | Jungfraujoch - Top of Europe se stává partnerem Huangshan Mountain (Čína), kanton Bern a provincie Anhui. |

## Galerie

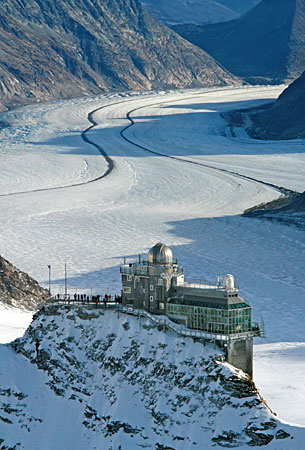
Sphinx a ledovcový splaz v pozadí
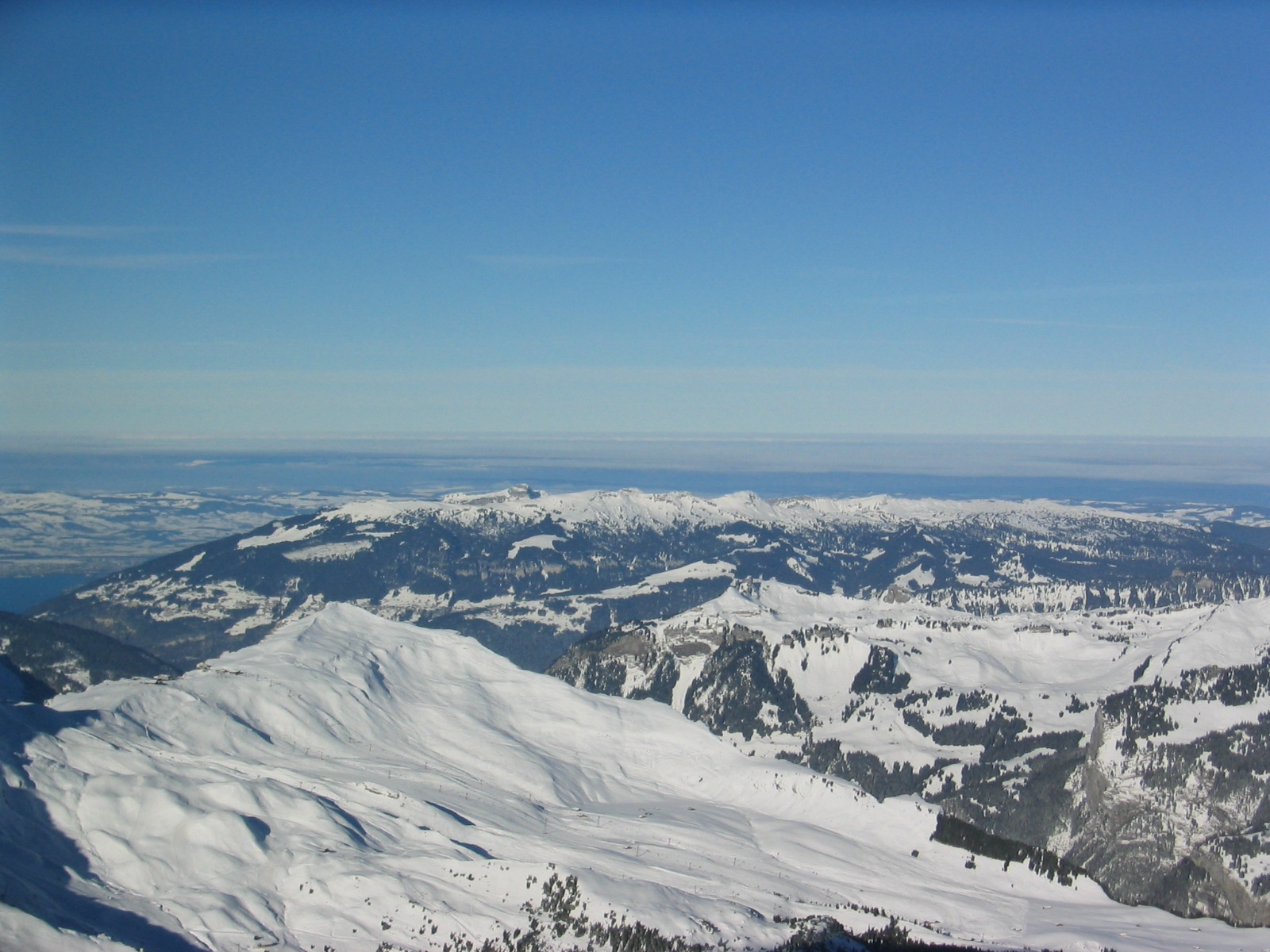
Alpy ze Sphinx
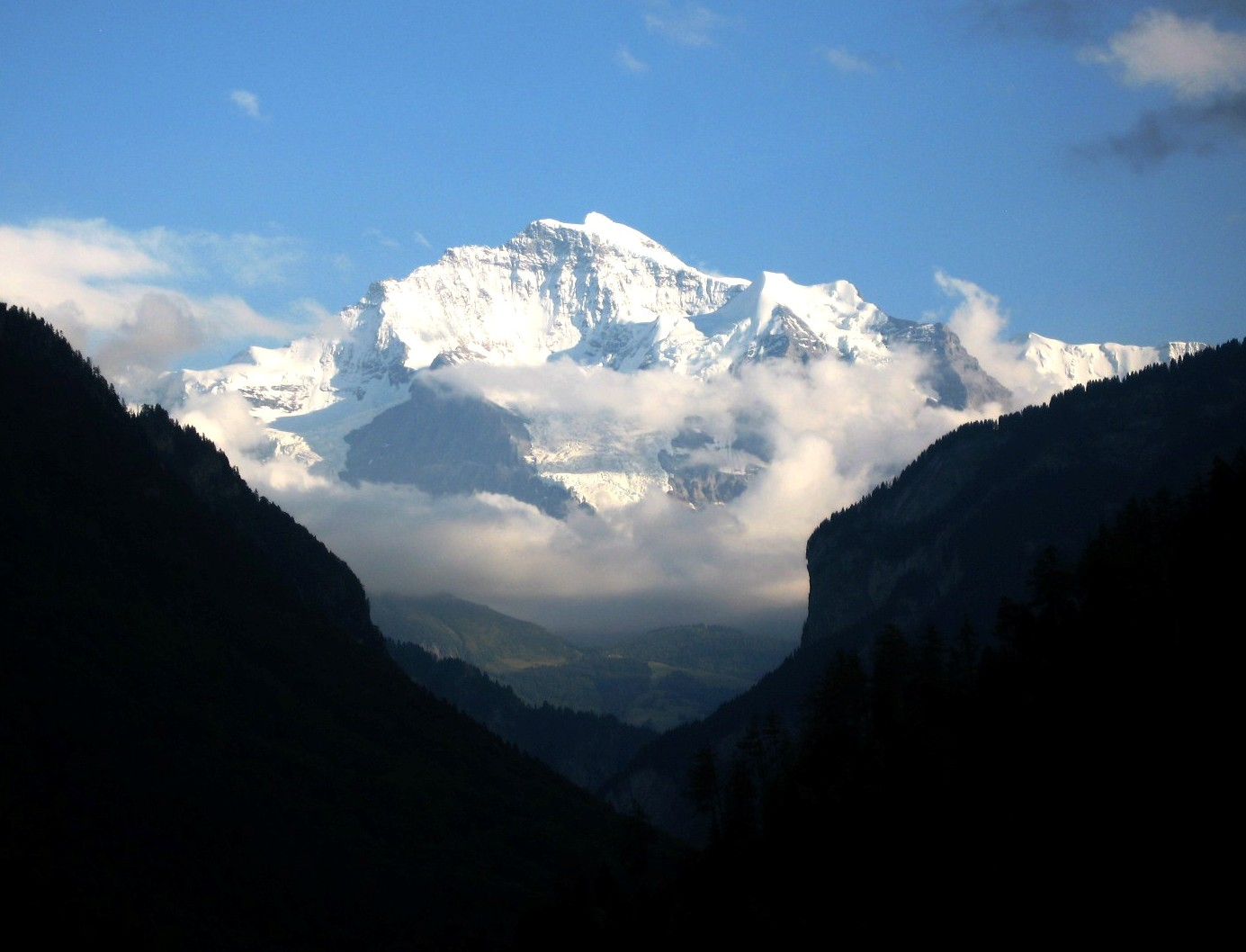
Jungfrau
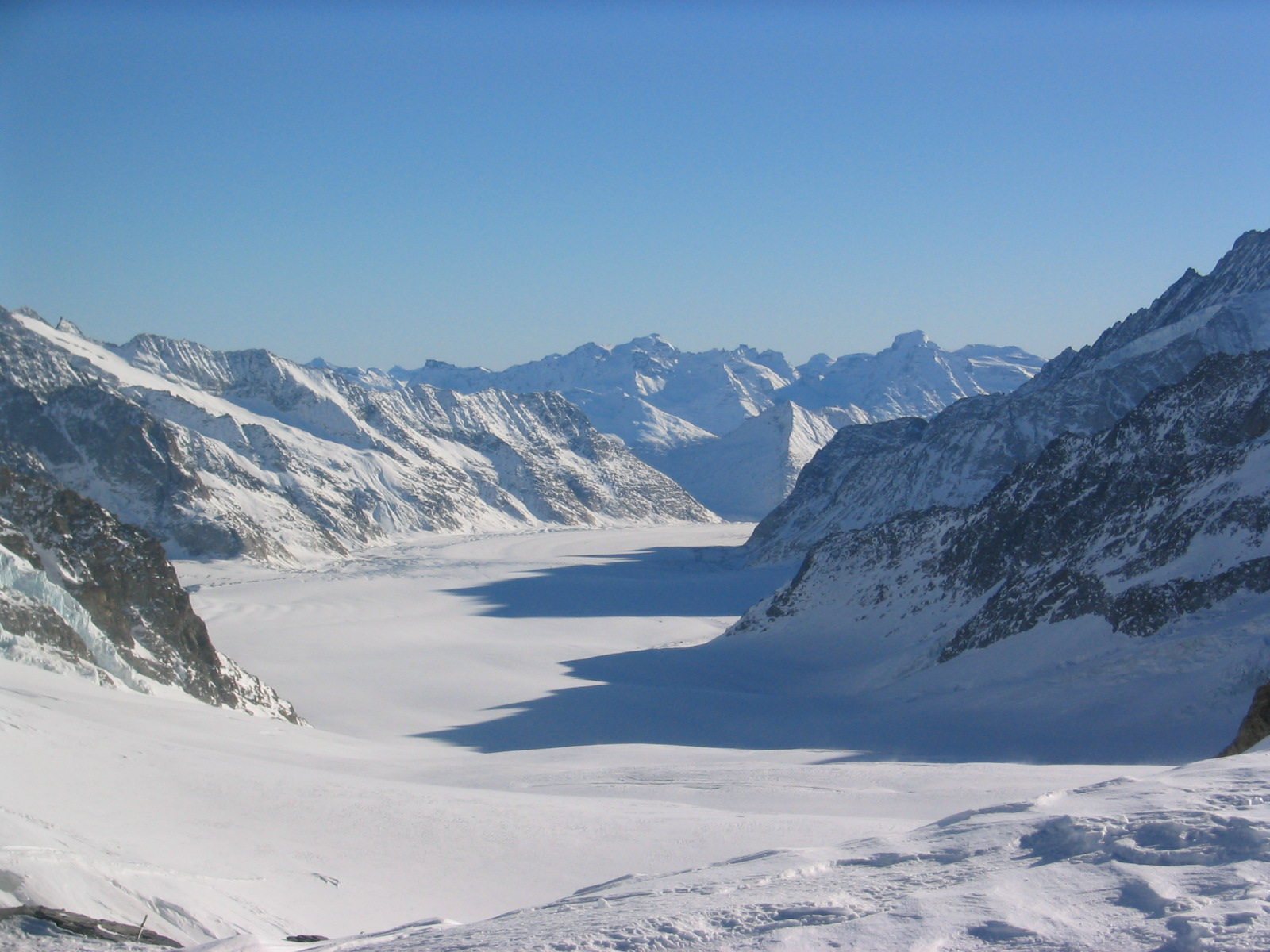
Pohled z ledovce na splaz
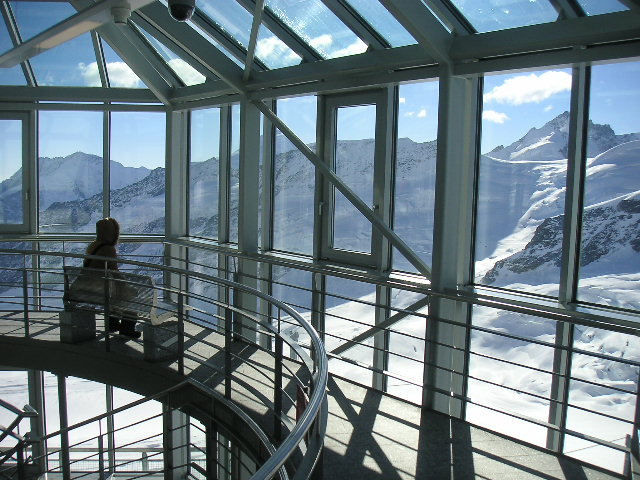
Vyhlídka
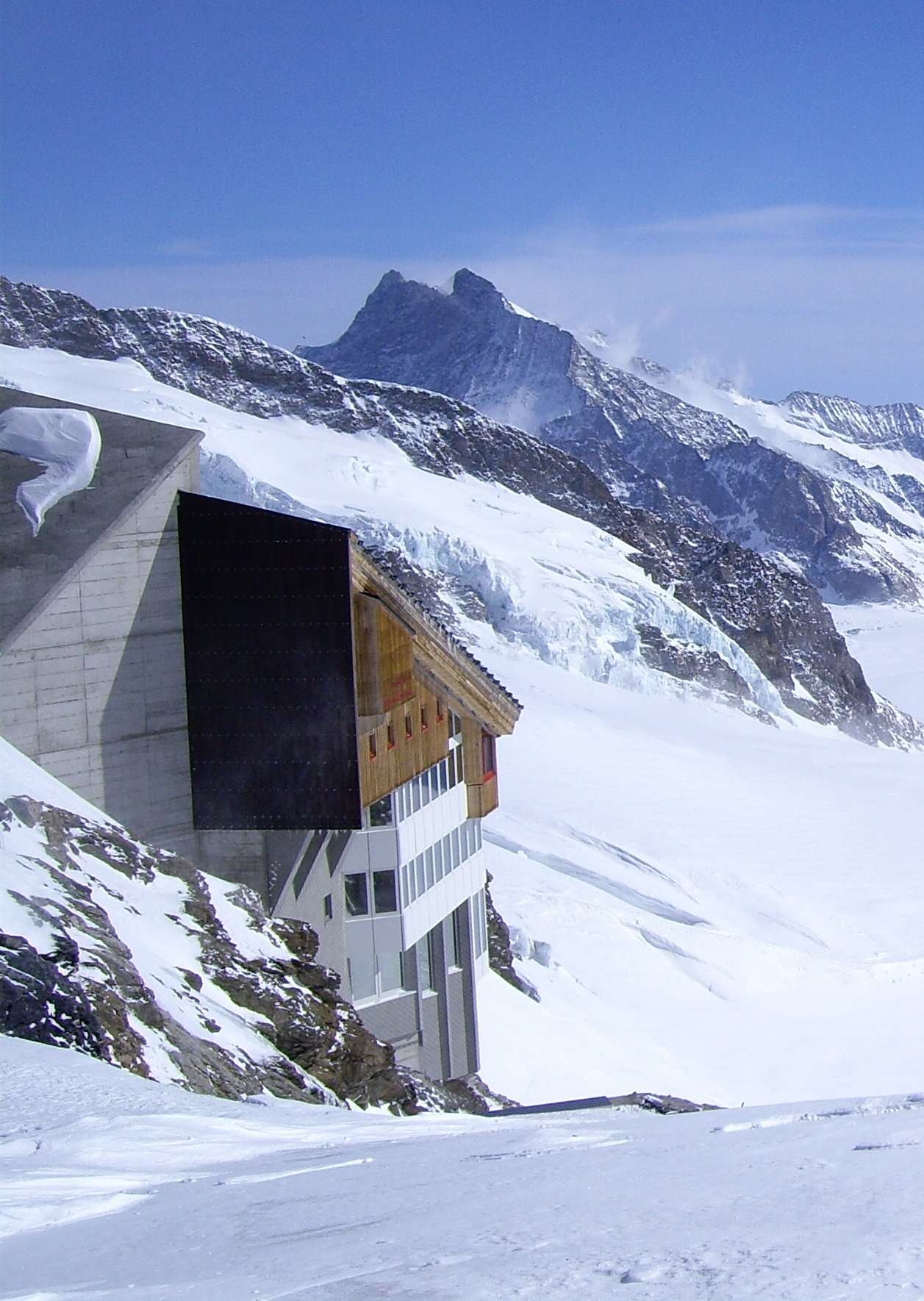
Vnitřní vyhlídkové terasy (pohled z venčí)
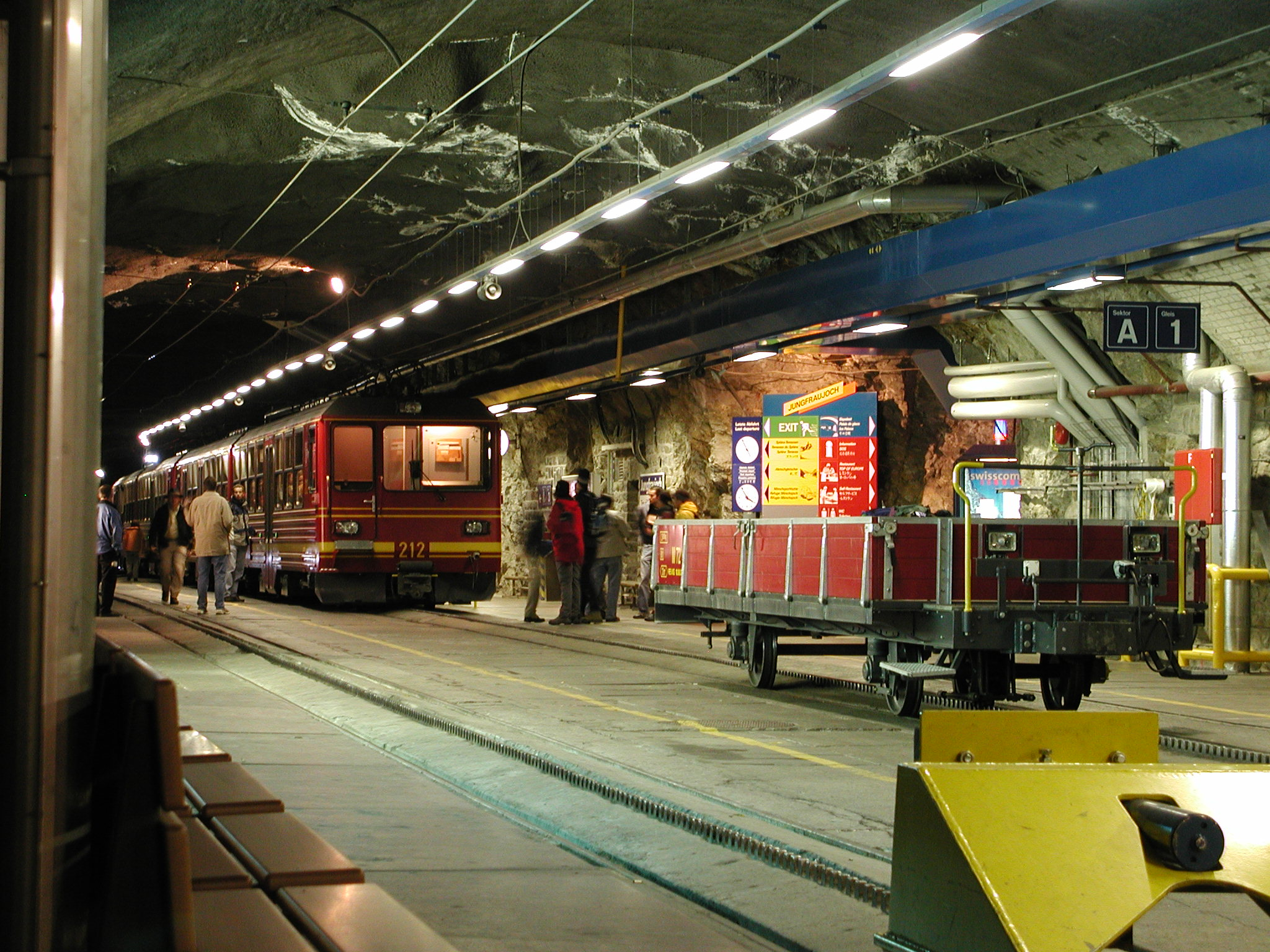
Horní stanice Jungfraujoch
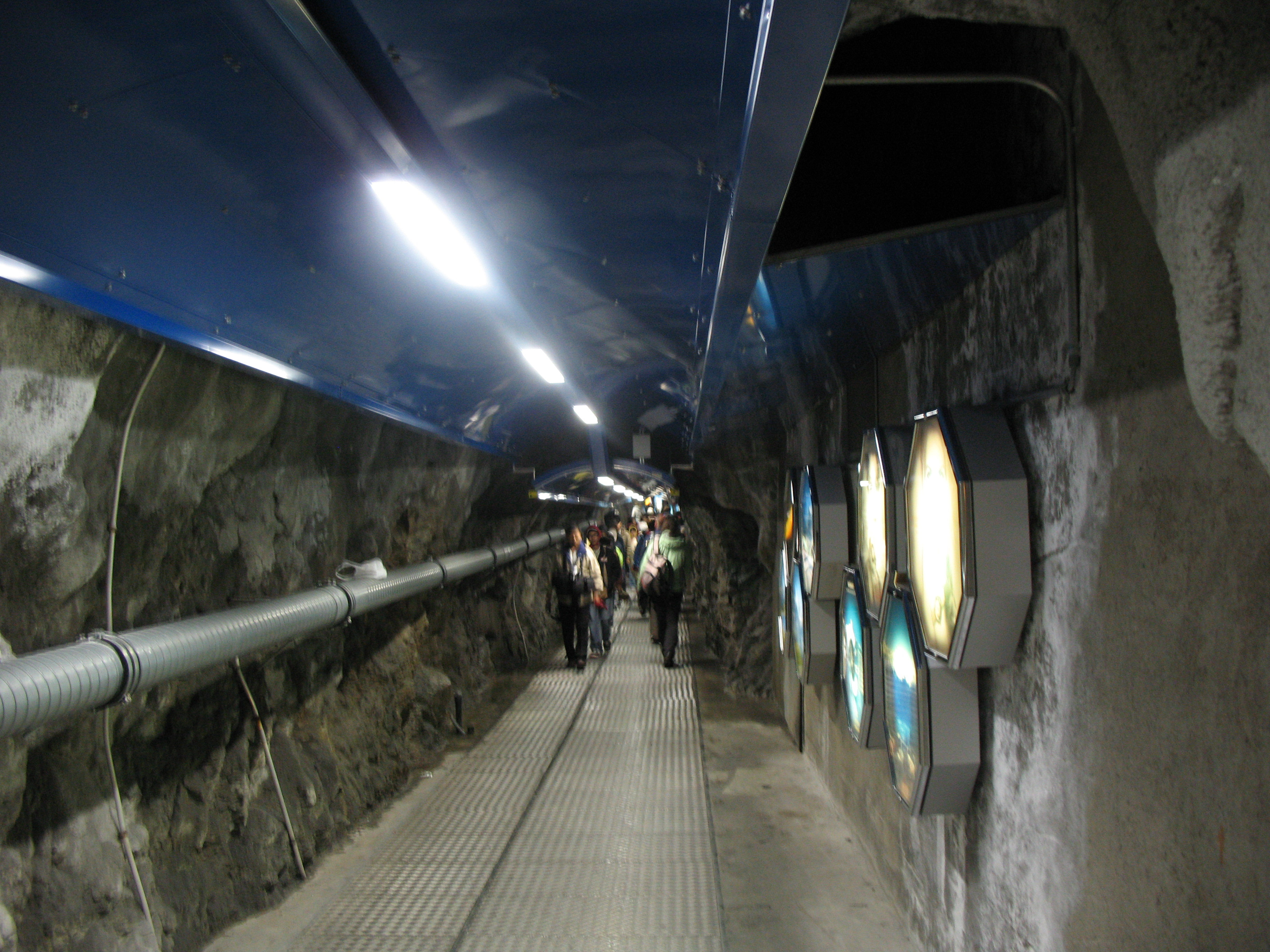
Chodby